# عيسى إسكندر المعلوف
عيسى إسكندر المعلوف (11 أبريل 1869-2 يوليو 1956م) مؤرخ وأديب لبناني. وهو والد أسرة من الأدباء والشعراء منهم فوزي وشفيق ورياض.

## النشأة والتكوين
تعلم في المرحلة الابتدائية في مدرسة بقريته ثم درس بمدرسة الشوير، وكانت تقوم عليها الإرسالية الإنجليزية،
كان مُنكباً على القراءة، تعلم 8 لغات حية هي اللغة العربية لغته الأم إضافة إلى الإنكليزية، الفرنسية، اللاتينية، اليونانية، التركية، الفارسية، العبرية.

## عمله
درَّسَ عيسى المعلوف في بداية الأمر في مدرسة كفر عقاب للآباء اليسوعيين، ثم انتقل إلى مدرسة كفتين الأرثوذكسية بشمال لبنان حيث درَّسَ الأدب العربي فيها، ثم بعد مدة انتقل للتدريس في الكلّية الشرقية بزحلة، وقام بتدريس العربية والإنجليزية والرياضيات. أنشأ مجلة شهرية سمَّاها «الآثار» لكنها لم تعمّر أكثر من 5 سنوات. عمِلَ عضواً في المجامع العلمية للغة العربية في مصر ودمشق وبيروت والبرازيل.

## مؤلفاته
كان له العديد من المؤلفات بعضها تمت طباعته وبعضها بقي على هيئة مجلدات لم تطبع:

### مؤلفاته التي تم طباعتها
- الكتابة، بحث تاريخي أدبي (4 أجزاء)، بعبدا، 1895
- لمحة في الشعر والعصر، المطبعة العثمانية، بعبدا، 1898
- الأخلاق مجموع عادات، المطبعة الأدبية، 1902
- المبكيات، مجموعة مراثٍ، 1903
- دواني القطوف في تاريخ بني المعلوف، المطبعة العثمانية، بعبدا، 1907
- الأم والمدرسة، المطبعة البطريركية، بيروت، 1910
- تاريخ مدينة زحلة، مطبعة زحلة الفتاة، 1911
- تاريخ الأمير بشير الكبير، مطبعة زحلة الفتاة، 1914
- تاريخ الطب قبل العرب، بيروت، 1921
- معارضات "يا ليل الصب"، مكتبة العرب، مصر، 1921
- تاريخ الطب عند العرب، دمشق، 1922
- تاريخ الطب عند الأمم القديمة والحديثة، دمشق، 1924
- صناعات دمشق القديمة، 1924
- دمشق القديمة، 1924
- ترجمة الأمير سيف الدولة بن حمدان، 1927
- ذكرى البطريرك غريغوريوس الرابع حداد، المطبعة الأدبية، بيروت، 1930
- ذكرى فوزي المعلوف، مطبعة زحلة الفتاة، 1931
- كيف فتح إبراهيم باشا المصري عكا، مطبعة زحلة الفتاة، 1932
- الأسر العربية المشتهرة بالطب العربي وأشهر المخطوطات الطبية، المطبعة الأدبية، بيروت، 1935
- الغرر التاريخية في الأسر اليازجية، مطبعة الرهبانية المخلصية، صيدا، 1944
- تاريخ الأمير فخر الدين المعني، مطبعة الكاثوليك، بيروت، 1966
- تاريخ الأسر الشرقية - الجزء 1: المقدمات، تحرير وتحقيق: فواز طرابلسي، رياض الريس للكتب والنشر، 2007
- تاريخ الأسر الشرقية - الجزء 2: لبنان - الشمال، تحرير وتحقيق: فواز طرابلسي، رياض الريس للكتب والنشر
- تاريخ الأسر الشرقية - الجزء 3: لبنان - جبل لبنان (كسروان وجبيل)، تحرير وتحقيق: فواز طرابلسي، رياض الريس للكتب والنشر
- تاريخ الأسر الشرقية - الجزء 4: لبنان - جبل لبنان (المتن وبعدا والشوف)، تحرير وتحقيق: فواز طرابلسي، رياض الريس للكتب والنشر
- تاريخ الأسر الشرقية - الجزء 5: لبنان - بيروت، تحرير وتحقيق: فواز طرابلسي، رياض الريس للكتب والنشر
- تاريخ الأسر الشرقية - الجزء 6: لبنان - الجنوب، تحرير وتحقيق: فواز طرابلسي، رياض الريس للكتب والنشر
- تاريخ الأسر الشرقية - الجزء 7: لبنان - البقاع، تحرير وتحقيق: فواز طرابلسي، رياض الريس للكتب والنشر، 2009
- قصر آل العظم في دمشق، مؤسسة هنداوي للتعليم والثقافة، مصر، 2013

## أشهر كتبه المخطوطة
- الأخبار المدونة والمروية في أنساب الأسر الشرقية (14 مجلدًا كبيرا) (طبع لاحقا)
- أسرار البيان
- الأسلوب القديم في التربية والتعليم
- أعذب المناهل في إنشاء المقالات والرسائل
- الأمثال العربية العامية
- أهم خزائن الكتب العربية في العالم
- تاريخ العلوم الفلكية والرياضية
- تاريخ بلاد حوران
- تاريخ حضارة دمشق وآثارها
- تاريخ خزائن الكتب العربية
- تاريخ سورية المجوفة
- تاريخ وادي التيم وجبل القلمون
- تاريخ إنطاكية الديني والمدني
- تحفة المكاتب في المعرّب والكاتب
- التذكرة المعلوفية، 10 مجلدات
- حياتي (كتاب في أعمال المعلوف)
- ذيل في شعراء النصرانية
- رجال الحكومة والأمراء
- رسالة في التصوير
- رسالة في الموسيقا
- شعر الخلفاء والملوك والأمراء
- شعر العميان وآثارهم
- شعر المجانين
- الطرق الأدبية في تاريخ اللغة العربية
- العصريات (مجموعة أشعار كبار شعراء العصر)
- ما رأيت وما سمعت
- معجم ألفاظ العربية العامية والدخيلة
- معجم تحليل أسماء الأشخاص
- معجم تحليل أسماء الأماكن
- مغاوص الدرر في أدباء القرن التاسع عشر
- المكتبة التاريخية والمؤرخون والفنون التاريخية، مجلدين
- نفائس المخطوطات، 10 مجلدات
- نوابغ النساء في الشرق والغرب
- لبنان واللبنانيون، مجلدين

## معاجم
أهتم عيسى معلوف بالمعاجم حيث ألف أو ساهم بشكل كبير في:
- معجم الألفاظ العربية العامة والدخيلة، وهو مرتب على حروف الهجاء، وله مقدمة في اللغة العامية وآدابها وفنونها.
- معجم المصطلحات العامة، يتناول فيه ما ورد في التواريخ والأخبار من الكلمات والعبارات التي لم تذكرها المعاجم، وشرحها وبين أصولها ومعانيها ومصطلحاتها.
- معجم تحليل الأشخاص.

## الجوائز والتكريم
- وسام الاستحقاق، لبنان، 1934
- وسام الاستحقاق السوري، سوريا، 1936
- ميدالية مجمع اللغة العربية بالقاهرة، 1937

## وصلات خارجية
- سيرة حياة عيسى اسكندر معلوف في إسلام أونلاين